# Segona Guerra Servil
La segona guerra servil va ser un aixecament d'esclaus sicilians contra Roma que va finalitzar amb la victòria dels republicans. El conflicte va tenir lloc entre els anys 104 aC i 100 aC.

## El conflicte
Durant la guerra contra els cimbres que s'havien assentat en la Gàl·lia Cisalpina, el cònsol Gai Mari va ordenar l'establiment de lleves per tal de reclutar prou soldats per a combatre els bàrbars. Quan Mari va demanar ajuda al rei Nicomedes III de Bitínia, el monarca oriental li va negar l'enviament de reforços amb l'excusa que els recaptadors d'impostos romans (publicani) havien esclavitzat el seu territori de tal manera que aquest es trobava incapacitat per costejar el reclutament i mobilització d'un exèrcit de suport. Per tal de solucionar el problema, el cònsol va decretar que part dels esclaus destinats a servir en els camps de conreu sicilians havien de ser alliberats per tal de proveir de mà d'obra als bitinis.
Els esclaus alliberats van ser uns 800, però això va provocar l'aixecament, dirigit per Salvi Trifó, dels esclaus que no havien de ser alliberats i que esperaven un tracte semblant. Els esclaus van aclamar a Salvi Trifó com a rei (103 aC). Va fer honor al nomenament i en poc temps va reunir un exèrcit de 20.000 homes a peu i 2.000 a cavall que van assetjar Morgantina.
El propretor Publi Licini Nerva va atacar per sorpresa el campament dels esclaus i el va ocupar però després Salvi el va derrotar, i amb aquest fet va assumir tota la pompa de la reialesa. Va administrar justícia vestit amb toga pretexta, rodejat de lictors, i va agafar el nom de Trifó probablement per alguna vinculació amb Diodot Trifó, usurpador del tron selèucida (140 aC-138 aC). Va elegir com a centre del regne la fortalesa de Triocala. El dirigent dels esclaus revoltats a l'oest de l'illa, Atenió, se li va sotmetre.
La revolta s'havia estès tant que el senat va enviar com a propretor a Luci Licini Lucul·le (103 aC) amb 1.700 homes; Trifó els va presentar batalla en camp obert; dirigia les forces Atenió que encara que un temps abans havia estat empresonat, havia estat alliberat i va lluitar amb gran valentia resultant malferit; els esclaus van ser derrotats i van tenir moltes baixes i Trifó es va haver de retirar a Triocala, que Lucul·le per incapacitat o altres raons no va poder o saber conquerir (102 aC) i va haver de tornar derrotat. El va succeir Gai Servili Glàucia.
Poc temps després va morir Trifó de mort natural i el va succeir Atenió, i després d'uns mesos de resistència finalment el regne dels esclaus va ser esborrat pel cònsol Mani Aquil·li el Jove (101 aC), que l'any 100 aC, al tornar a Roma, va rebre els honors del triomf.